# Barbara Dex

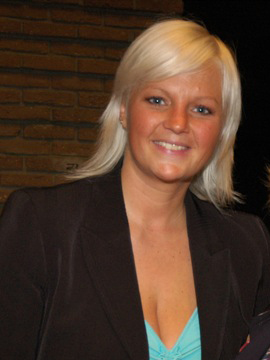
Barbara Dex im Mai 2006

Barbara Dex (* 22. Januar 1974 in Turnhout) ist eine belgische Sängerin.

## Karriere
Sie begann ihre musikalische Laufbahn im Jahr 1991. Im Jahr 1992 veröffentlichte sie ihre erste Single Een land.
Mit ihrem Lied Iemand als jij vertrat sie Belgien beim Eurovision Song Contest 1993, belegte dort aber mit drei Punkten den letzten Platz. Dennoch war dies der Beginn einer erfolgreichen Karriere für Dex, die fortan Lieder in flämischer und in englischer Sprache veröffentlichte, darunter auch Coverversionen internationaler Hits. Sie beteiligte sich noch an weiteren belgischen Vorentscheiden zum Eurovision Song Contest; 2004 wurde sie Dritte mit One Life (Duett mit Alides Hidding), 2006 Fünfte mit Crazy.

## Familie
Barbara Dex ist die Tochter des in Belgien bekannten Sängers Marc Dex. Sie ist seit 2000 verheiratet und Mutter von zwei Söhnen.

## Barbara Dex Award
Barbara Dex wurde 1993 wegen ihres selbstgenähten, halbtransparenten Outfits beim Eurovision Song Contest belächelt und verspottet. Auf Initiative der privaten Internetseite „House of Eurovision“ wurde 1997 erstmals der nicht ganz ernst zu nehmende Barbara Dex Award für den am schlechtesten/ungewöhnlichsten/bemerkenswertesten gekleideten Wettbewerbsteilnehmer vergeben. Nach Auflösung von „House of Eurovision“ übernahm 2017 die Internetseite „songfestival.be“ die Vergabe. Der Preis wurde allerdings nie physisch vergeben. Im März 2022 gab songfestival.be die Einstellung des Preises bekannt. Als Grund wurde die zunehmend negative Konnotation genannt.